# Пошивайло Олесь Миколайович
Оле́сь Микола́йович Пошива́йло (нар.6 листопада 1958, смт. Опішня Зіньківського району, Полтавської області) — директор Інституту керамології — відділення Інституту народознавства НАН України, генеральний директор Національного музею-заповідника українського гончарства в Опішному, доктор історичних наук, професор, заслужений діяч науки і техніки України, голова Правління Конгресу українських керамологів (КУК).

## Біографічні відомості
Народився в сім'ї гончарів.
1981 року закінчив Київський державний педагогічний інститут ім. М. О. Горького, а 1988 року — аспірантуру Інституту мистецтвознавства, фольклору та етнографії ім. М.Рильського АН УРСР. Проходив стажування в провідних керамологічних і музейних центрах Європи.
Протягом 1981–1986 років працював молодшим і старшим науковим співробітником Музею народної архітектури та побуту УРСР, а пізніше обійняв посаду старшого наукового співробітника Полтавського краєзнавчого музею.

### Науковий доробок
1995 року захистив докторську дисертацію «Етнографія українського гончарства: Лівобережна Україна» без попереднього захисту кандидатської

Автор численних наукових праць з проблем українського гончарства. Серед них:
- «З досвіду роботи по підтримці й розвитку гончарства Опішні в другій половині XIX — на початку ХХ століть» (1989),
- «Гончарство Лівобережної України XIX — початку ХХ століть і відображення в ньому основних духовних настанов української народної свідомості» (1991),
- «Етнографія українського гончарства (Лівобережна Україна)» (1993);
- «Ілюстрований словник народної гончарської термінології Лівобережної України (Гетьманщина)» (1993);
- «Опішне — гончарська столиця України» (2000);
- «Гончарська столиця України: по-українськи „Опішне“, а не „Опішня“» (2000);
- «Українська академічна керамологія XXI ст.» (2001—2005).

О. М. Пошивайло був організатором та учасником національних симпозіумів гончарства в Опішному (1989, 1997—2011), всеукраїнських гончарських фестивалів (Опішне, 2000—2001), всеукраїнських наукових конференцій з проблем гончарства (1989, 1997—2001), а також наукових конференцій у Норвегії, Великій Британії та Росії.
Олесь Пошивайло нині головний редактор «Українського керамологічного журналу», національних наукових щорічників «Українська керамологія» та «Бібліографія українського гончарства».

## Відзнаки і нагороди
- Заслужений діяч науки і техніки України (2004)
- Стипендіат Українського фонду культури (1988—1989);
- срібна медаль ВДНГ СРСР за внесок у справу дослідження та популяризації надбань українського гончарства (1990);
- дипломант ХІІ Всесвітнього фестивалю молоді і студентів (1985);
- лауреат Всеукраїнської літературно-мистецької премії імені Івана Нечуя-Левицького (1995);
- лауреат Міжнародного відкритого рейтингу популярності та якості «Золота фортуна» (2001)
- медаль «За вагомий внесок у розвиток музейної справи та охорони культурної спадщини» (2004).
- лауреат щорічної премії Президента України «Українська книжка року» за видання «Опішнянська мальована миска другої половини ХІХ — початку ХХ століття» (видавництво — Національний музей-заповідник українського гончарства) — у номінації «За вагомий внесок у розвиток українознавства» (2011).
- травень 2013 — лауреат премії «Українська книжка року-2012»  — в номінації «За вагомий внесок у розвиток українознавства» — «за видання, присвячене найбільшій і найкоштовнішій у світі колекції глиняних мальованих мисок, виготовлених гончарями містечка Опішного».
- 26 вересня 2013 — перший лауреат премії імені Бориса Возницького «За вагомий особистий внесок у розвиток музейної справи України»[3].